# Agua Fria (condado de Mariposa)
Agua Fría es un área no incorporada ubicada en el condado de Mariposa en el estado estadounidense de California.

## Geografía
Agua Fría se encuentra ubicada en las coordenadas 37°29′6″N 120°1′13″O / 37.48500, -120.02028.